# Bitwa pod zaporą z pni
Bitwa pod zaporą z pni (ang. Battle of Fallen Timbers) – klęska zadana 20 sierpnia 1794 w Ohio sprzymierzonym z Brytyjczykami oddziałom Indian przez wojska amerykańskie pod dowództwem generała Anthony’ego Wayne’a, kończąca wojnę z Indianami Północnego Zachodu.

## Przyczyny, przebieg i następstwa bitwy
W latach 1790–1791 konfederacja indiańskich plemion znad Wielkich Jezior odniosła kilka zwycięstw nad wojskami niedawno powstałych Stanów Zjednoczonych, co zaniepokoiło administrację prezydenta Jerzego Waszyngtona. Dlatego powierzono bohaterowi wojny o niepodległość USA „Szalonemu” Anthony’emu Wayne’owi utworzenie armii, która po gruntownym przeszkoleniu wyruszyła w 1793 w stronę doliny rzeki Ohio. Celem ekspedycji było potwierdzenie amerykańskiej dominacji w Dolinie Ohio (bowiem większość okolicznych plemion kwestionowała granice ustalone teoretycznie przez traktat z Fort Stanwix z 1768 oraz późniejsze cesje Brytyjczyków na rzecz USA) oraz rozbicie wrogich białym osadnikom plemion Szaunisów pod wodzą Błękitnej Kurtki i Delawarów, którym przewodził Buckongahelas.
Tak zwany Legion Wayne’a liczył ponad 3 tysiące ludzi, w tym grupę indiańskich zwiadowców z plemion Czoktawów i Czikasawów. Oddziały Indian zajęły pozycje nad rzeką Maumee w pobliżu dzisiejszego miasta Toledo w Ohio. Indianie w sile około 1,5 tysiąca wojowników spodziewali się, że barykady z powalonych przez tornado w okolicy drzew utrudnią ewentualny atak Amerykanów, liczyli też na pomoc i zaopatrzenie z pobliskiego Fort Miami, obsadzonego przez Brytyjczyków. Obok Szaunisów i Delawarów ze swymi wodzami, w indiańskim obozie byli też Miami, Huroni, Odżibwejowie, Ottawowie, Potawatomi, Irokezi z Ohio, a także oddział ochotników z Kanady.
Sama bitwa nie trwała długo. Oddziały Wayne’a przeważały liczebnie nad indiańskimi wojownikami (których część udała się akurat do fortu). Ponadto kawaleria USA oskrzydliła siły indiańskie, omijając przeszkody z powalonych pni i zmuszając w rezultacie Indian do odwrotu. Brytyjczycy z Fort Miami odmówili otwarcia bram fortu wycofującym się po porażce wojownikom, w tym młodemu przywódcy Szaunisów Tecumsehowi, co na kolejne lata ochłodziło stosunki indiańsko-brytyjskie. Straty amerykańskie wyniosły 33 zabitych i 100 rannych. Według Amerykanów zabili oni 30–40 Indian, ale Brytyjczycy (raport Alexandra McKee) wyliczyli straty połączonych plemion na 19 wojowników.
Amerykańskie oddziały zniszczyły okoliczne wioski i zapasy Indian, a następnie wycofały się. Decydujące zwycięstwo Legionu Wayne’a (w którym służyli między innymi późniejszy oponent Tecumseha i prezydent William Henry Harrison oraz traper Daniel Boone) doprowadziło do faktycznej utraty przez Indian większości Terytorium Ohio i położyło kres większym konfliktom w tym regionie aż do czasu powstania Tecumseha (1811–1813). W 1795 USA podpisały z większością wodzów tubylczej koalicji traktat z Greenville potwierdzający amerykańskie prawa do Doliny Ohio (oraz do okolic dzisiejszych aglomeracji Chicago i Detroit), zaś w 1803 nad Ohio utworzono nowy stan.